# Lebetain
Lebetain és un municipi francès, es troba al departament del Territori de Belfort i a la regió de Borgonya - Franc Comtat. L'any 1999 tenia 393 habitants.

## Geografia
Lebetain és travessat per un petit riu, La Batte.

## Demografia
| 1962 | 1968 | 1975 | 1982 | 1990 | 1999 |
| ---- | ---- | ---- | ---- | ---- | ---- |
| 322  | 306  | 347  | 392  | 419  | 393  |